# 国共内战
國共內戰（另稱中國內戰）是20世紀上半叶中國爆发的内战，也是20世紀中國規模最大、影響最深遠的內戰，可分为第一次國共內戰和第二次國共內戰两個階段，是中國現代史的重大轉折點。内战一方为1947年行宪之前由中國國民黨领导的國民政府與行憲后的中華民國政府，另一方为中国共产党及其領導軍隊與政權。中国共产党一方在內戰中取得决定性胜利，获得中國大陸地區的統治權，并于1949年建立中华人民共和国；而中國國民黨则于内战中失利，率中華民國政府遷至台灣，造成今日台灣海峽兩岸政治分立與軍事對峙的局面，雙方至1979年1月1日實現軍事停火，結束武裝衝突。
1925年，主张聯俄容共的國民黨領袖孙中山去世后，国民党右派与中共以及支持国共合作的国民党左派之间的矛盾迅速扩大，導致國共兩黨的合作關係出現裂痕。在國民黨建立國民政府并發動针对北洋政府的國民革命軍北伐期間，两党矛盾激化。1927年4月12日，国民革命军总司令蒋中正在上海单方面宣布清党并建立南京国民政府，导致宁汉分裂；同年7月，汪精卫领导的武汉国民政府跟随南京国民政府，宣布分共，是为宁汉合流，國共兩黨正式決裂。1927年8月1日，中国共产党发动南昌起义，開始武裝夺权，並先後建立中国工农红军及數處革命根据地，與定都南京的中华民国国民政府分庭抗禮。1928年12月，东北易帜，北洋政府瓦解，國民政府完成北伐、形式上統一南北後，自1930年起先後五次圍攻共產黨在南方之根據地。1934年，在第五次圍剿戰爭中，国軍攻佔當時中共中央所在的中央苏区，中国工农红军主力被迫展開长征，於1935年抵达陕北。1936年12月发生西安事变後，國共雙方同意停止內戰，共同抗日，中国工农红军編入國民革命軍，中国共產黨統治的陝甘寧邊區則在名義上由國民政府直轄。1937年中国抗日战争全面爆發後，國民政府将大量地方军阀武装推上抗战前线，而胡宗南等所率之中央军精锐则包围陕甘宁边区；中国共产党的抗战則以游击战为主，建立大量抗日根据地。国共双方皆指责对方抗战不力，並于抗日战争期间发生多次军事冲突。
1945年抗日戰爭結束後，国共两党关系出现短期缓和，双方召开重庆谈判并签订双十协定，随后共同召开政治协商会议以商讨行宪与建国事宜，然国共之间的矛盾因裁軍、行憲與聯合政府等議題再度凸顯。1946年，国共双方因东北受降区问题而发生军事冲突，战事遂蔓延至关内，而后国民政府召开制宪国民大会，中国共产党拒绝承认，内战全面爆发。中國共產黨領導的武裝力量逐漸改稱中国人民解放军；經過辽沈战役、淮海战役、平津战役等三大會戰後，解放軍在東北與華北取得軍事上絕對優勢。另一方面，國民黨在1947年結束訓政、將以黨治國的國民政府改組為行憲之中華民國政府、將國民革命軍改組為中華民國國軍，頒布動員戡亂令，並以推行金圓券等金融改革措施提振當時尚處戰後疲弱的中國經濟，尝试以改革換取知识分子與中產階級的支持，但改革失敗反使國民黨民心盡失。1949年4月，國共雙方在北平進行停火談判但终告失敗，中國人民解放軍隨即發起渡江战役，佔領首都南京、第一大城上海，並漸次奪取絕大部分的中國疆域。同年10月1日，中华人民共和国在更名後的北京成立，而隨著國軍在戰爭中節節敗退，中華民國中央政府輾轉於1949年12月撤退至臺灣省臺北市。自1955年大陳島撤退後，中華民國政府有效統治範圍限縮在臺澎金馬與部分南海諸島，維持至今。雙方最後的地面戰役為1961年中緬邊境的江拉之戰，而游擊戰則一直持續到1975年。1979年雙方海上衝突停止，並於1987年開放非官方機制的交流。

## 内战根源及背景
国共内战的根本原因是國共两党在意識形態上的分歧。在民主建设尚未成功的中国，任何一个政党都无法通過吸引选票来使得自己之主张上升为国家政策。
国民党之政治主张经兴中会到1920年代发展，在北伐战争时期形成，以孫中山所提出的三民主義、五权宪法为主的指导思想，力图于民族、民权、民生等领域上，通过军政、训政、宪政三个阶段，逐步达到中国之统一民主富强。其终极目标为建立一个以西方民主社会為範例的、军队国家化、政治实现民主的共和国。
中国共产党的政治主张从1921年建党以来，经历巨大变化。平均地权是两党根本分歧。最初主导思想是通过暴力革命实现无产阶级专政的社会主义国家。经历数次失败后，参考列宁斯大林的苏联模式，逐步提出自己的政治主张，即毛泽东思想。在中国共产党建立的一年后，1922年召开的第二次代表大会上确定了反帝反封建的民主革命纲领。中国共产党把国民党视为“不具备广泛群众基础的阶级政党”，而自视为“代表广泛群众基础的无产阶级政党”。同时，中国共产党也认为国民党是资产阶级政党，是中国共产党代表的无产阶级及广大人民群众的革命对象。中国共产党的最终目标是通过社会主义最终实现共产主义。這與當時國民黨政治主張冲突，不可避免地使兩黨逐漸產生对立。
另一方面，国共双方都有发展自身武装力量的传统。辛亥革命后，中央政府被北洋军阀把持。由于北洋政府军力强大，孫中山意识到，国民党没有自己的军队，就没有可能成功革命。所以国民党自改組起，便从苏联引进党指挥枪模式，建立自己的武装力量。国民党的武装力量通过北伐战争彻底推翻北洋政府统治，于1928年在形式上统一南北。北伐战争过程中，國共關係逐漸恶化。1927年8月1日从南昌起义开始，共产党也建立自己的武装力量，试图夺取政权。至此，两党都各自掌握自己的军队，內戰於焉展開。

## 第一次國共内戰

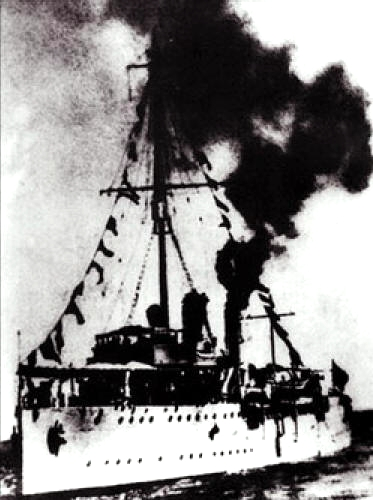
中山艦

### 第一次国共合作与两党矛盾
1920年8月，孫中山在广州宣布重组护法军政府，继续护法运动。但其与曾为立宪派的陳炯明在政见上发生冲突，终于引发六一六事变。孫中山回到上海后势单力薄，需要重新借助外界力量的支持。这时越飛与北洋政府谈判未果，与吴佩孚联系又遭到拒绝，到达上海与孙文会晤后一拍即合。双方發表“孫文越飛聯合宣言”，开始了国民党与苏联的合作。而当时尚在襁褓之中的中国共产党，在未有自身的军事力量的前提下对苏联方面言听计从，在城市革命上更需要友党的支持，也就跟随苏联开展国共合作。陳炯明被多路军阀击败后，孫中山被迎回广州，建立起大元帅府，在苏联和共产国际的协助下重组国民党架构，组建黄埔军校，苏联在军事上也多有支持。第一次国共合作此时达到高潮。中國共產黨党员以个人身份加入国民党（此源于共产国际代表马林的提议），黄埔军校的不少学生也加入中國共產黨。
但孫中山去世之后，蘇聯利用中共將國民黨分裂為左右兩派，国民党中的实力派势力担心靠苏联和共产国家支持并领导的中共靠掌控党政要职逐渐坐大。中國共產黨與蘇聯顧問鮑羅廷以「黨的力量在前，革命的武力在後」為理由，在國民革命軍中發表北伐必敗論，並於廣州市區散發傳單，反對北伐統一。6月，中國共產黨中央會議討論北伐問題，並通過反對北伐統一的決議。
1927年3月10日，由蘇聯全權領導掌握的國民黨二屆三中全會，通過《統一黨的領導機關決議案》，通過了「統一革命勢力」、「統一黨的領導機關案」等反蔣中正方案。同時為防止蔣中正獨攬專權，會議缺席選舉汪兆銘出任國民黨中央常務委員會主席、中央黨部組織部長，並決議不設中央軍事委員會主席，改為7人集體領導，免去原來由蔣擔任的上述職務，將蔣降為普通委員。
国民党右派与中共以及支持国共合作的国民党左派产生矛盾，国共合作开始产生裂痕，国民党加速分化为不同派系。西山會議乃是国民党右派开始排斥共产主义的标志。及至1926年5月11日中山舰事件，以及蒋中正在国民党的地位上升，中共与国民党其他派系的矛盾日益加剧。最终中共与国民党各派决裂，并被请出国民党。苏联及中共改组国民党成布尔什维克党的计划破灭。由于没有本党的军队就难以存续，中共几年后便开始建立自己的武装力量。

### 国民党武力清党
中山艦事件後，由於和蔣中正产生政見上的分歧，汪精衛離開廣州，前往法國馬賽。12月，國民黨左右派正式分裂，鮑羅廷隨國民政府遷往武漢。1927年2月，汪精衛回國途經蘇聯，會見斯大林。回國後，汪精衛就任武漢國民政府常務委員會主席，反對蔣中正排共，堅持容共，4月5日和中共領袖陳獨秀發表《國共兩黨領袖汪兆銘、陳獨秀聯合宣言》。4月12日，蔣中正在上海發動「四一二事件」。汪精衛發表講話，痛斥蔣中正武力清黨，表示「反共即是反革命」。蔣中正遂成立南京國民政府，是為寧漢分裂。蔣中正下令「清黨」，清除國民黨內中共黨員，並在各地大規模捕殺中共分子。
5月中，經李宗仁及朱培德斡旋，武漢及南京避免開戰，決定分頭繼續北伐。月底，共產國際決議改變中共方略，準備武裝工農成立新軍，進行土地改革；但仍留在國民黨內，使國民黨及武漢國民政府成為工農革命獨裁機構。與此同時，中共在湖南开展流血的土地改革，鬥爭地主，使國民黨不少軍官不滿，終與何鍵發生衝突；何鍵、朱培德等亦開始清共，是為「馬日事變」。事变中，中共及倾共民众死亡达数百到一千余人。7月13日，中共發表宣言，声明因武汉广东之复杂关系，中共党员应退出國民黨。7月15日，汪精衛識破蘇聯與中共的奪權計劃，决定与南京方面主動進行和平分共，同时召開緊急會議，通過《統一本黨政策案》，要求在國民政府和軍隊中任職之中共黨員立即聲明脫離中共，否則停止其一切職務。7月15日，汪精衛武漢政府分共。

### 南昌起义及冲突加剧

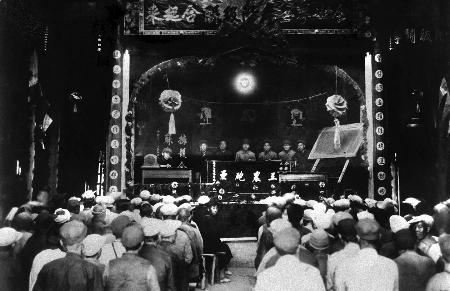
1931年十月革命节，江西瑞金叶坪村中华苏维埃共和国开国典礼

1927年8月1日，周恩來、劉伯承、葉挺、賀龍（其時非中共黨員，為國民黨左派成員之一）等發動南昌起义（國民黨視之為暴動），是中共首次建立正式武裝部隊。8月4日，起義军放棄南昌，南下廣東，國共首次武力衝突爆发。8月7日，中共召開八七會議，確定武力奪取政權，第一次國共內戰全面爆发。起義軍後來改編為中國工農革命軍，又改編為中国工农红军。8月14日，蔣中正下野，武汉國民政府与南京國民政府合并，寧漢合流。
9月，桂系軍閥和西山會議派掌握南京國民政府大权，汪精衛下野。同月，毛澤東在湖南、江西發動秋收起義。10月，汪精衛到廣東否定南京政府，鮑羅廷經蒙古回蘇聯。11月，蔣中正回到上海，邀汪北上。12月11日，中共在葉挺、葉劍英領導下發動廣州起義。12月12日，成立廣州蘇維埃政府，但廣東国军將領張發奎調動軍隊反攻，12月13日，红军失败，被迫撤離廣州。12月16日汪精衛辭職赴法國。
自1927年建軍後到1937年抗战爆發，中共展開土地改革，並多次與國軍战斗。這段時期，中国国民党稱為“剿匪”、“剿共”，中国共产党則稱為“土地革命战争”、“十年内战”或“第二次國內革命戰爭”。1930年起，國民黨先后对中共位于江西、湖南之控制区实行五次围剿，前四次未能成功。红军通过运动战，成功守卫南方根据地。但在第五次围剿中，國民黨在德国顾问建议下步步为营，采取持久作战和堡垒主义进攻红军；加上中共方面因為采用了共产国际派驻顾问李德的错误策略，损失惨重。红军主力被迫自江西瑞金轉進至陝西延安；中共稱為「二萬五千里長征北上抗日」（國民黨則稱為“流竄”），同时，一部分红军在南方坚持游击战。红军在突围过程中损失惨重，但在接受了毛泽东的建议后，成功突破國军重重封锁。途中，中共召开遵义会议，毛泽东重获军事领导权。最终长征的红军在仅余少量部队的情况下到达延安。

### 结束
1936年，周恩来与中华民国陆海军副元帅张学良交往甚密，张学良甚至还提出申请加入共产党，最后被共产国际拒绝。1936年12月12日，時任西北剿匪总司令部副總司令的东北军將領張學良和時任國民革命軍第十七路軍總指揮的西北军將領楊虎城在西安发动“兵谏”，扣押時任國民政府軍事委員會委員長兼行政院院长蔣介石，要求蒋介石立即抗日，停止「剿共」，史稱西安事變。最终，西安事变和平解决，國民黨基本停止與共产党作戰。1937年7月7日，抗日戰爭全面爆發，國共兩黨于9月22日正式和解，第一次国共内战结束。

## 抗日戰爭时期的缓和期
西安事变后，國民政府与中国共产党的冲突趋于缓和，这段缓和期中共称之为“第二次国共合作”。
1937年7月7日卢溝橋事變後，中國抗日戰爭全面爆發。7月17日，蔣中正在庐山发表讲话，表明了中国对日本退让的底线以及准备全面抗战的态度。8月22日至8月25日洛川會議中毛澤東称中共之真正任務，關于軍事問題，抗日戰爭將是一場艱苦持久戰。紅軍之基本任務是：“創造根據地，牽制消滅敵人，配合友軍作戰（主要是戰略配合），保存和擴大紅軍，爭取共產黨對民族革命戰爭的領導權。”紅軍的作戰方針是獨立自主的山地遊擊戰爭。1937年9月，陕甘宁苏维埃政府改組為國民政府行政院所直轄的陕甘宁边区政府，陕北地区紅軍约4万人改編為國民革命軍第八路軍（后依抗战序列改称国民革命军第十八集团军）东渡黄河，开赴华北战場；另约8000名在红军主力长征后留在南方八省的游击队，改编为国民革命军陆军新编第四军。
抗战期间，國民黨主要与日军主力进行正面作战，中共则在沦陷区开展游击作战。中国与日本发生22次大型会战和上万次中小战斗。其中有國軍與少數八路軍將領擅自協同参与的平型关战役。中共也有单独的对日作战如百团大战。国共之间曾爆发多次冲突，影响最大者，当属“黄桥战役”和“皖南事变”。
抗日战争结束时，红军发展到130余万人，民兵260余万人，解放区拥有约一亿人口。

## 第二次國共内戰

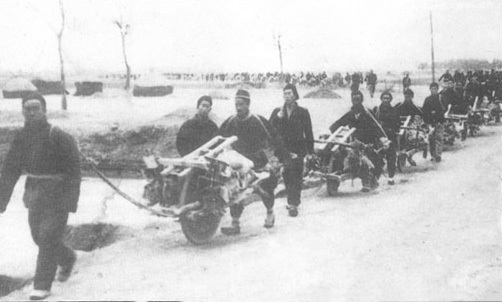
用小推車支援共產黨後勤的農民

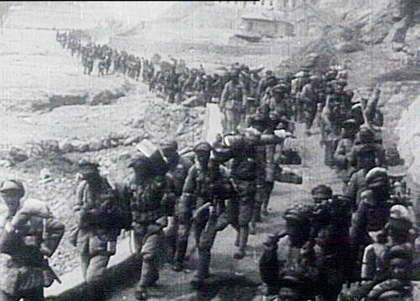
1947年3月10日，中共首都留守处人员从南京返回延安3天后，国军胡宗南兵团从洛川沿成榆公路向延安进攻

中華民國政府撤退至台灣路線

1945年8月起開始的第二次國共内战，中國國民黨稱為“動員戡亂”或“抗共衛國戡亂戰爭”，中国共产党則称为“解放戰爭”，也称“第三次国内革命战争”。

### 抗战后局勢（1945年－1946年）
抗日战争结束后，因为国军与共产党部队冲突加剧，1945年8月，毛泽东、周恩来、王若飞等飞赴重庆与国民政府谈判。谈判内容主要是投降日军接收，共产党部队与国军的合并，共产党战后的参政议政等问题。双方于10月10日签署“政府与中共代表会谈纪要”（即“双十协定”），决定在年底召开政治协商会议。國共雙方在重慶展開談判並召開政治协商会议，然而談判很快破裂，内戰全面爆發。
1946年1月，国共两党與民盟、中國青年黨、中國民主社會黨等代表召开政治协商会议，通过和平建国纲领等五个决议案，一致同意在和平建国纲领下，共同实现民主宪政。但实际上双方冲突未有结束。2月底，虽受反苏运动等因素影响，国共双方仍达成整军方案，统一将国共军队整编为中国国防军。协定划定全国驻军服务区，各军队集结在此统一整编；整编以12个月为一期，分期缩编部队，直到完成全国60个师的目标。3月底，国共达成迄今最后一个正式协议——东北停战协定，但对东北内战无实际约束。
美国国务卿指出，苏联在华北驻军的主要任务是实施对日军的缴械和遣返。在中国军队能独立担负责任后，苏联驻军将立即撤回。
由于对日作战，苏联控制了中国满洲（中国东北）及蒙疆（内蒙古）的部分地区。中共中央主席毛泽东欲接管東北，以便继续与中国国民党斗争。而斯大林则为了避免和美国支持的国民政府冲突进一步加剧，拒绝了毛泽东的要求，决定推行“联合政府”政策，並一度向國民政府提出協議，支持國民政府接管東北，以換取蘇聯在東北的經濟利益，並要求美國勢力不得進入東北。由于国民政府拒绝苏联方面的要求，苏军于1946年在撤离東北回国之前，为中共抢占東北的真空地带提供了很多便利条件。例如，苏联红军将部分缴获自日本关东军的武器移交给林彪的东北野战军。

### 國軍全面進攻（1946年－1947年9月）
戰爭初期國軍一度取得優勢，佔領中國共產黨所控制的張家口和延安等戰略要地。
1946年3月至1947年3月，国共双方边打边谈，在东北、中原、华北等处展开争夺。1946年一月停战令之后，军事冲突暂息数月；同年3月，蘇聯自東北撤軍，中国共产党隨即迅速占領重要據點並阻止國軍北上，導致4月時東北發生大規模軍事衝突。6月26日，山东和中原地区再度爆发冲突，中国共产党将此视为全面内战起始点。同年11月15日，在共產黨與民盟的抵制下，國民黨與青年黨、民社黨等召開制憲國民大會，並於該年12月25日通過《中華民國憲法》。與此同時，國民黨调集三路兵力，集结在陕甘宁边区和延安周围。国民党为迎接制宪国大，下达了第四次停战令，但对军队无实际约束力。11月19日，周恩来所率的中共代表团结束了与国民党进行了一年多的和平谈判，返回延安。
1947年1月初，国民党应美國特使乔治·卡特莱特·马歇尔要求，先后三次呼吁中共举行圆桌会谈，解决两党争端。中共认为国民党没有诚意，中共南京代表陆定一回应，“废除伪宪法（指中華民國憲法）和恢复1946年1月31日军事位置，是恢复和谈的最低限度”。国共谈判破裂。1月29日，美国政府决定终止对军事调处执行总部的关系，放弃国共调处工作，退出三人会议，迅速撤退了美方派驻军调部的人员。次日，中華民國政府宣布解散三人小组及北平军调部。2月3日，美国驻延安联络团人员撤离。6日，北平军调处执行部美军人员撤退。2月底，国民党下令在南京、上海、重庆之中共留守处代表於3月5日前撤离首都卫戍司令部、淞沪警備司令部、重庆警备司令部，分别致电函京沪渝中共代表，所有中共人员限期全部撤退，并关停重庆《新华日报》社。3月7日，董必武率中共代表团返回延安。
1947年3月15日，国民党第六届中央执行委员会第三次全体会议在南京开幕:8312。蒋介石主持，出席中央委員146人，候補中央委員46人，列席各地黨部及三民主義青年團書記長68人；蔣致开幕词，称“中共全面叛乱......政治解决的途径已经绝望......政府为捍卫国家统一，保障人民安全，当然不能坐视变乱而不加制止......我敢断定，决没有任何力量能阻止我们建国工作的完成。”:8312同时声称“实行民主，结束训政，改组政府”:8312。3月17日，参谋总长陳誠向三中全会报告军事，历述一年来建军、复员、整军工作之情形及对中共之军事情況，称：“剿匪绝对自信，绝对有把握”，“剿匪应以军事为中心”，“如果真正作战，只需三个月即可击破共军主力……政府用兵之目的在于平定叛乱，非至共军全部解除武装不止。”:83143月24日，中国国民党第六届中央执行委员会第三次全体会议闭幕，並发表宣言，宣称中国国民党之任务为：完成宪政准备，确立建国规模；消除统一障碍，巩固国家基础:8320。至此，国共两党第二次合作彻底破裂。
1947年3月至9月，中共軍隊處於守勢，寧可喪失关內所有根據地，也要死守東北；国军則向中共控制区进攻。由于采取運動戰打击国军，国军屡受打击，还要分兵把守占领城市，机动兵力日益不足。然而到1947年初，在土地改革等政策下，中國共產黨逐漸開始以局部反攻以對抗國軍的重點進攻。至1947年中，中國共產黨取得戰爭主動權，戰局逆轉。
1947年，中共軍隊拋棄國軍番號，陸續改稱為中国人民解放军，簡稱「解放军」，国民党方面则称为“共军”。

### 战局逆转（1947年9月－1950年8月）
1947年9月至1948年9月，解放军开始展开主动攻势，在东北将國軍压缩至几个孤立城市，在中原地區則擁有優勢地位，對首都南京所在的華中地區形成壓迫，國共雙方的武力優勢逐漸反轉。1948年秋季，解放军在东北、华东、华北三个方向发动战略决战，即辽沈战役、淮海战役、平津战役等三大战役，并取得全部三场战役的胜利。解放軍在三大战役（辽沈战役、淮海战役、平津战役）中擊敗國軍主力，隨後發動渡江戰役，最終控制整個中国大陆。在三大战役中，国军总兵力损失150万人以上，精锐兵团几乎全军覆没，除西北外，長江以北的地區幾由解放軍所控制。與此同時，共產黨開始在北方動員十數萬名幹部南下，以此作為接管南方政權的主要力量。盡管戰局對共產黨有利，但是農村的南下幹部動員卻一度十分被動，甚至發生了幹部逃亡的現象，反而是城市的失業知識青年更積極地響應共產黨的南下動員。
苏多柏拉托夫在其1994年出版的个人回忆录《特殊使命》一书中说，苏联在1948年中国人民解放军发动辽沈战役、淮海战役、平津战役、渡江战役这些战略进攻行动期间特意引发“第一次柏林危机”，是斯大林和毛泽东共同协商而做出的一个重大战略计划，他们想以此转移美国对中国国共内战的战略注意力，将美国的援助重心牵制在欧洲，减少美国对反共的蒋介石领导下的国军的援助力度。
另一方面，國民政府在1947年國民大會代表選舉與1948年立法委員選舉後行憲，由國民大會選出蔣中正、李宗仁為首任總統、副總統，將國民政府改組為一府五院的中華民國政府，並在該年9月實施金圓券等經濟改革措施，以企圖挽救民心。但金圓券在同年底即告失敗，造成國民政府統治區內急速地通貨膨脹，使經濟情勢更加混亂。
1949年1月21日，面對軍事與經濟上的失利，蔣中正下野，副总统李宗仁出任代总统。李宗仁接任后有意停戰。4月，国共双方在北平举行和平谈判，但中華民國政府無法接受共產黨所提出的国内和平协定，談判遂於4月20日宣告破裂，解放军隨即發動渡江战役，攻下南京、上海等中部大城，並在接下來的幾個月內拿下華中與華南大部分地區，國軍則不斷向東南沿海與西南撤退。9月26日，新疆省國軍駐軍倒戈。
1949年10月1日，中華人民共和國中央人民政府成立典禮在北京进行，中國國民黨與中華民國政府則遷往臺灣。10月1日，中华人民共和国在北平（後復名北京）成立；中華民國政府則相繼撤退至廣州、重慶、成都等城市，最终於該年12月7日撤退至臺灣。
西藏地方當時處於半獨立狀態，並未受中華民國政府指揮。1950年4月西昌战役，解放軍攻下西康省的西昌县，10月發動昌都戰役，此後解放軍進入西藏。1950年8月，解放軍奪取萬山群島。

### 海峽對峙（1950年－1979年）

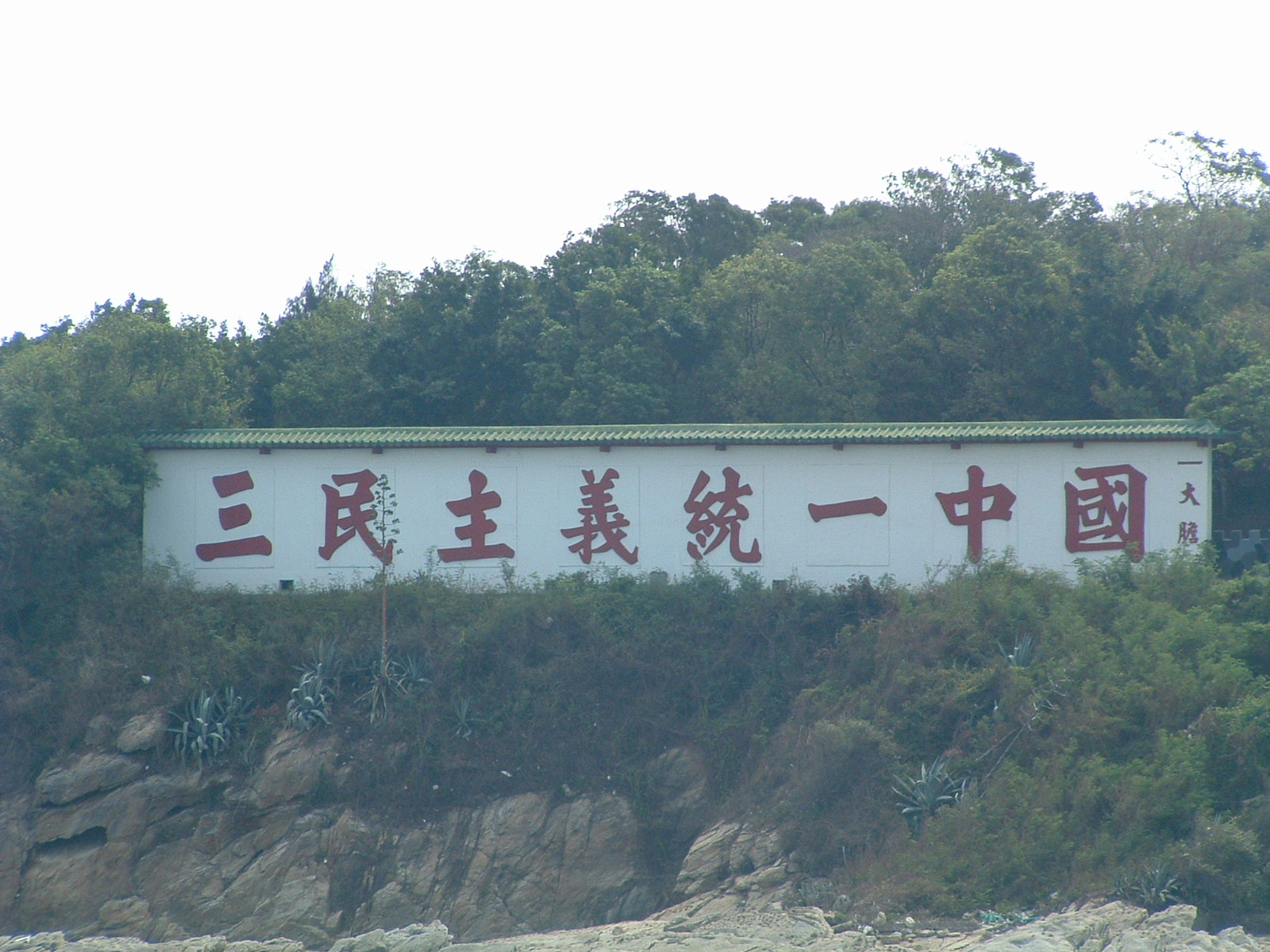
金門縣大膽島上的「三民主義統一中國」标语，1986年8月金防部司令趙萬富上將令烈嶼師長龔力少將興建，翌年二人同因三七事件去職

1949年3月15日，新華社發表題為《中國人民一定要解放台灣》的社論，首次提出「解放台灣」的口號。1950年元旦，《人民日報》的社論把「解放台灣」的任務放在當年的「四大任務之首」。隨後1950年後幾個月，解放軍一方面逐一攻下沿海島嶼，一方面在福建集中兵力，為渡海攻臺做準備。美國則坐視內戰結束，台海戰事一觸即發。6月朝鮮戰爭爆發，美国总统杜魯門宣佈「台灣海峽中立化」，派遣第七艦隊進入臺灣海峽，解放軍渡海攻臺難度倍增。中华人民共和国决定「抗美援朝」之後，原本預備攻臺的部隊調往朝鮮半島作戰，因此在東南沿海作戰暫緩。朝鮮戰爭期間，中华民国政府在聯軍統帥麥克阿瑟支持下積極備戰，试图全面反攻大陸，多次嘗試突擊東南沿海島嶼，連連爆發如南日島戰役、東山島戰役等戰鬥，但歷年戰事皆以撤退和失败告終。此后青海、甘肃、中缅边境地区仍有零星战斗。1953年朝鮮戰爭正式停火。
1954年12月，美國与中华民国政府簽訂《中美共同防禦條約》，美國總統艾森豪宣佈「台灣海峽中立化」解除，保證對台湾軍事援助不再斷絕。1955年1月，解放軍攻占一江山島。失去一江山岛的屏障，中華民國國軍在戰略考量下，決定不再分散兵力駐守浙江沿海島嶼，轉而加強金門與馬祖之防備，遂于2月在美軍協助下主動撤離大陳島全數軍民。解放軍取得大陳島後，中華民國政府的有效統治範圍退縮至台澎金馬並延續至今。
1958年8月23日，解放軍對駐守金门之國軍發動榴彈砲襲擊，是為八二三炮戰。在四十四天內，中共解放軍向金門射擊砲彈幾近五十萬發。金門防衛司令部副司令官吉星文、趙家驤、章傑等中彈阵亡。9月2日，中華民國海軍沱江號在金門料羅灣附近外海遭到解放軍魚雷艇包圍與猛烈的攻擊，幾乎沉沒。9月11日，駐守金門之國軍炮擊廈門火車站。9月22日，美國八吋大口徑巨炮由中華民國海軍運抵金門。海軍與空軍皆有交手。双方皆称胜利。其後十年，除1965年間偶發的東引海戰、東山海戰和烏坵海戰之外，兩岸海空軍不斷有零星交手，雙方各有戰損，但大體而言，双方控制领域并无太大变化。
另一方面，由于中華民國代表中國作为二戰戰勝國接受了日本赔偿舰艇（如丹阳号），以及接受美国援助，此时的中華民國的海空军实力强于中華人民共和國，针对大陆民船的关闭政策得以长期执行。雙方同时長期在中國大陸沿海爆發衝突，互有勝負。中華民國政府方面允许海军、空军搜捕、击毁大陆籍船只，直到1992年才廢除對大陸方面的閉關政策。

### 停火狀態（1979年至今）
1979年，全国人民代表大会常务委员会发表《告臺湾同胞书》，中华人民共和国国防部部长徐向前发表声明，停止从1958年开始对大金门、小金门、大膽、二膽等岛屿炮击，國共內戰軍事衝突告一段落。
1984年，駐紮在金門的中華民國國軍因追擊海上逃兵莊輝亮，金東師先使用輕兵器後改以105毫米榴彈炮射擊，擊中中華人民共和國實際控制的草嶼，0.19平方公里的孤島上落彈150餘發，造成中国人民解放军兩名戰士身負重傷，但中国大陆对此事表示沉默，既未還击，也未抗議。1987年3月7日，烈嶼師發生「東崗慘案」，6月破案法辦後，蔣經國總統於7月宣佈臺灣地區解嚴。
1991年4月22日，中華民國國民大會通過廢止動員戡亂時期臨時條款，同年4月30日李登輝總統以總統令公佈。5月1日起動員戡亂時期正式結束，中華民國政府不再視中共為叛亂團體，承認中共政權統治中國大陸的事實，並宣布結束兩岸敵對狀態。
1994年11月14日上午，小金門国军駐軍進行火炮試射，因射程計算出錯，誤擊廈門市郊黃厝村塔頭社，造成4名大陆民工受伤，其中重傷兩人。国务院台湾事务办公室发言人对此事件表示严重关注，认为这是一起破坏海峡两岸和平气氛的恶性事件，並强烈谴责台湾当局的罪恶行径，坚决要求台湾当局迅速查明情况，公布事实真相，并严惩肇事者，但後無下文。
1996年中華民國第一次總統直接民選，中华人民共和国方面以東南海域為目標，實施彈道飛彈試射，中華民國國軍均進入高度備戰狀態。然而隨著兩岸情勢變化及雙方領導人的更替，軍事緊張局面亦時有發生。這次危機由美國第七艦隊以「經過」之名進入台灣海峽而緩和，但解放军軍機「不出海」之默契從此被打破，解放军軍機活動範圍延伸至台灣海峽中線，壓縮了中华民国空军預警時間。
2007年中共十七大時，中共中央總書記胡锦涛再度提出「兩岸簽署和平協議」主張，当时執政的民主進步黨不予理睬。但在二次政黨輪替後，國民黨籍的總統馬英九称「不排除」與中國大陸簽署和平協議，不過並沒有時間表。2011年10月又再度提出，之後又表示會先經過公民投票同意再簽署。但此說仍引發台灣以民進黨為首的泛綠陣營的批評，認為是片面為統一而鋪路的投降式協議，涉及改變現狀，但台灣人民並未賦予他這項權力，且缺乏第三者的監督與保證，美國等盟邦亦質疑中共並不可靠，最後無疾而終。2014年春爆發太陽花學運，兩岸後續談判受阻。2015年在新加坡舉辦兩岸領導人會面，但雙方未發表共同聲明或簽署協議，和平協議仍僅止於討論層面。
2022年8月美国众议院议长南希·佩洛西访问台湾造成两岸关系再度恶化，解放軍首度出現於台灣本島東岸附近操訓，軍艦、軍機均跨越海峽中線。

## 评价

### 中國國民黨
國民黨方面認為：自從1911年推翻清朝開始至1949年，中國政局從未穩定，經受著由軍閥割據、北洋復辟勢力、國共鬥爭、日本侵華而造成連年戰爭災害，可以說中華民國自1912年至1949年間治理時期，一直處於戰亂與動亂。面對清朝时期签订的不平等條約，國力衰弱的中國，難有和平穩定的治理時期來證明其統治能力。引發社會弊端叢生，人民生活艱苦，國家積弱，政府無暇顧及百姓民生。不过在此期間，中華民國大致統一中國版圖，並且領導中國在對日抗戰中取得勝利，成為聯合國的創始國及常任理事國。為當時中國的復興，有相當貢獻。

### 中國共產黨
中共方面認為：在民國時期，占中国人口绝大多数的工人阶级，农民阶级和城市小资产阶级，通过革命的方式，重新夺回权利和土地，成为了人民寻求生存权的最直接，最简单的途径。地主阶级和买办阶级，特别是大地主阶级和大买办阶级，其生存和发展，是附属于帝国主义的。他们代表中国最落后的和最反动的生产关系，阻碍中国生产力的发展，其政治代表是蒋介石的国民党右派。而一切勾结帝国主义的军阀、官僚、买办阶级、大地主阶级以及附属于他们的一部分反動知識份子界，被国共内战时期的中国共产党视为敌人。

### 臺灣民間
此外，戰爭造成的結果為中華民國僅能有效控制台澎金馬地區，與其法定的領土大相径庭，造成台灣社會對臺海兩岸現狀的定義、以及在國家或民族認同上逐漸分歧或對立，而出現「一臺一中（一邊一國）」、「一國兩府」、「一國兩區」、「一中各表」、「兩個中國」、「一個中華民國」、「憲法一中」等各種論點，莫衷一是，至今仍是敏感話題。隨著時間的流逝，臺灣民调显示台湾民众對中國的認同有逐漸降低或消失的趨勢，而更加強調與中國大陸無關的臺灣主體意識。

## 相关作品
电影
- 《大决战》
- 《古寧頭大戰》
- 《異域》
- 《823砲戰》
- 《集结号》
- 《建国大业》
- 《10+10之穿過黑暗的火花》

記錄片
- 台灣記錄片《尋找一九四九》

电视剧
- 《一把青》
- 《解放》
- 《解放海南岛》
- 《中国1945之重庆风云》

报告文学
- 张正隆《雪白血紅》、《枪杆子1949》

其他书籍
- 龙应台《大江大海一九四九》
- 李敖《大江大海骗了你》

### 引用
1. ↑  Westad, Odd. . Stanford University Press. 2003: 305  [2020-02-08]. ISBN 978-0-8047-4484-3. （原始内容存档于2020-02-20）.
2. ↑  蔡東杰; 洪銘德; 李玫憲. . . 五南圖書出版. 2017-02-01  [2019-09-30]. （原始内容存档于2022-06-06）.
3. ↑  林志宏. . 五南圖書出版. 2015-06-01  [2019-09-30]. （原始内容存档于2021-12-12）. 一九四九年前，國民黨與共產黨之間為爭奪中國統治權，至少爆發兩次的內戰……第二次則是於一九四五年起至一九四九年結束。
4. ↑  謝適言.  (PDF). 國立政治大學. 2011-06  [2019-09-30]. （原始内容 (PDF)存档于2020-05-10）. 1945年8月至1949年9月間，第二階段國共內戰，中國共產黨稱之為解放戰爭
5. ↑  郭震远. . 《统一论坛》. 2010-05, (2010年05期)  [2023-03-20]. （原始内容存档于2023-03-20）.
6. ↑  郭震远. . 《中国评论》. 2014-04, (2014年04期)  [2023-03-20]. （原始内容存档于2023-03-20）.
7. ↑  .   [2012-10-02]. （原始内容存档于2014-05-24）.
8. ↑  . cpc.people.com.cn.   [2023-01-13]. （原始内容存档于2023-01-13）.
9. 1 2  .   [2016-05-07]. （原始内容存档于2017-12-23）.
10. ↑  .   [2012-09-02]. （原始内容存档于2012-03-07）.
11. ↑  何應欽：「日軍侵華八年抗戰史」，民國72年，國防部史政編譯局出版
12. ↑  林桶法. 從溪口到臺北：第三次下野期間蔣介石的抉擇 （页面存档备份，存于）. 國史館 [2014年2月23日] （繁體中文）.
13. ↑  關安邦. 古寧頭大捷之前因與影響 （页面存档备份，存于）. 中華民國國防部. 2009年10月 [2014年2月23日] （繁體中文）.
14. ↑  從大歷史的視野看中共建政與兩岸分立六十年 （页面存档备份，存于） 國家政策研究基金會
15. ↑  《臺灣地區與大陸地區人民關係條例》，民國100年12月21日
16. ↑  . 阿美米干官網.   [2020-10-11]. （原始内容存档于2021-01-17）.
17. ↑  亦客. 《国共三年血战：巅峰对决》 内战根源 （页面存档备份，存于）
18. ↑  李颖. . 人民网.   [2022-03-12]. （原始内容存档于2021-03-31）.
19. ↑  「史達林承認過去以共黨分子分化國民黨為錯誤之舉，唯有蔣介石才能牽制日本，須先嚴防日本侵犯中國而逼進蘇聯邊界。同時蘇聯消息報、真理報也公開支持蔣介石」見墨爾：《蔣介石的功過：德使墨爾駐華回憶錄》，1994年
20. ↑  苗体君，试析陈独秀的北伐观，人文杂志1997年第05期
21. ↑  相禹，要全面认识陈独秀对待北伐的态度，军事历史1992年第04期
22. ↑  唐寶林、林茂生，《陳獨秀年譜》，上海人民出版社，1988年12月，256頁
23. ↑  .   [2013-02-10]. （原始内容存档于2014-11-29）.
24. ↑  . 新华网引用人民网-中国共产党新闻网. 2009-09-17  [2009-11-06]. （原始内容存档于2012-06-04）.
25. ↑  .   [2009-04-22]. （原始内容存档于2016-02-02）.
26. ↑  抗日战争胜利后的时局和我们的方针 （页面存档备份，存于）汪朝光，中华民国史，北京：中华书局，2000
27. ↑  政治协商会议纪实，重庆出版社，1989
28. ↑  李炳南，政治协商会议与国共谈判，永业出版社
29. ↑  . 1945-12-27  [2010-03-03]. （原始内容存档于2009-04-30）.
30. 1 2 3  沈志华. . 爱思想.   [2022-10-22]. （原始内容存档于2022-10-22）.
31. ↑  沈志华，《一个大国的崛起与崩溃》第六部分：斯大林与中国内战的起源 ISBN 978-7-5097-0926-9
32. ↑  .   [2013-07-03]. （原始内容存档于2013-09-26）.
33. ↑  《中共中央宣传部部长陆定一的声明》，1947年1月，《陆定一文集》，北京:人民出版社,1992年，ISBN 978-7-01-001104-2
34. ↑  . 重庆: 大公报. 1947-03-01. 梅园新村十七号中共南京联络处及代表团公鉴：自贵党拒绝和谈，关闭和平之门，贵党军队在各地公开叛乱，处处攻击国军，而贵党人员又在各处散播谎言，鼓动变乱，本部为维持地方治安，应请贵处将留居本京人员于本年三月五日前全部撤退，并将现在驻京人员姓名、性别、年龄、籍贯、职务，即速造册函送本部，以便护送 离境，特此电达，即希查照，首都卫戍司令部俭秘印
35. 1 2 3 4 5  李新總主編，中國社會科學院近代史研究所中華民國史研究室編，韓信夫、姜克夫主編 (编). . 北京: 中華書局. 2011.
36. ↑  周 俊. . 中国研究月報. 2019.
37. ↑  .   [2013-07-03]. （原始内容存档于2016-05-13）.
38. ↑  .   [2022-05-01]. （原始内容存档于2022-05-01）.
39. ↑  認識中華民國 （页面存档备份，存于），國史館
40. ↑  總統參加國際獅子會中華民國總會會員代表大會 （页面存档备份，存于），中華民國總統府
41. ↑  終止動員戡亂時期 （页面存档备份，存于），國家發展委員會檔案管理局
42. ↑  .   [2015-11-13]. （原始内容存档于2015-11-17）.
43. ↑  .   [2015-11-13]. （原始内容存档于2018-09-21）.
44. ↑  Behnke, Alison. [2007] (2007). Taiwan in Pictures. Twenty-First Century Books. ISBN 978-0-8225-7148-3.
45. ↑  [中評社香港6月9日  馬英九：不排除與大陸簽署和平協議]與國家政策研究基金會國安(析) 097-008號兩岸和平協議之戰略意義 （页面存档备份，存于）
46. ↑  .   [2012-04-14]. （原始内容存档于2012-01-20）.
47. ↑  .   [2012-04-14]. （原始内容存档于2012-11-10）.
48. ↑  馬英九「和平協議」說法在台引爭議 （页面存档备份，存于）, BBC中文網, 2011年10月18日
49. ↑  民進黨民調：台多數民眾不相信和平協議, BBC中文網, 2011年10月26日
50. ↑  黃昆輝批馬：和平協議恐成投降協議 （页面存档备份，存于）, 自由時報, 2011-10-18
51. ↑  引柯林頓觀點批馬　陳唐山：簽和平協議等於投降 Archive.today的存檔，存档日期2013-04-18, 自由時報, 2011-10-18
52. ↑  簽和平協議 陳唐山批馬︰沒代表性 （页面存档备份，存于）, 自由時報, 2011-10-18
53. ↑  .   [2022-04-04]. （原始内容存档于2022-05-12）.
54. ↑  .   [2022-04-04]. （原始内容存档于2022-05-12）.
55. ↑  .   [2022-04-04]. （原始内容存档于2022-05-12）.
56. ↑   (PDF).   [2022-04-04]. （原始内容 (PDF)存档于2022-04-14）.
57. ↑  聯合新聞網. . 聯合新聞網. 20220806T164713Z  [2022-08-06]. （原始内容存档于2022-08-06） （中文（臺灣））.
58. ↑  聯合新聞網. . 聯合新聞網. 20220806T172700Z  [2022-08-06]. （原始内容存档于2022-08-06） （中文（臺灣））.
59. ↑  TVBS. . TVBS.   [2022-08-08]. （原始内容存档于2022-08-08） （中文（臺灣））.
60. ↑  中時新聞網. . 中時新聞網.   [2022-08-08]. （原始内容存档于2022-08-07） （中文（臺灣））.
61. ↑  黄力之. . 博览群书. 2009, (8)  [2009-12-27]. ISSN 1000-4173. （原始内容存档于2015-03-19）.
62. ↑  毛泽东. . 人民网.   [2009-11-21]. （原始内容存档于2009-10-01）.
63. ↑  重要政治態度分布圖 （页面存档备份，存于），國立政治大學選舉研究中心
64. ↑   (PDF).   [2012-05-14]. （原始内容存档 (PDF)于2012-04-26）.
65. ↑   (PDF).   [2012-05-14]. （原始内容 (PDF)存档于2012-11-07）.
66. ↑  .   [2012-05-14]. （原始内容存档于2012-05-13）.